# Бабка (еврейская кухня)
Бабка (англ. babka) — сладкий плетёный хлеб или булка, возникшая в еврейских общинах Польши и Украины. Бабка популярна в Израиле (часто её называют просто дрожжевой пирог; ивр. עוגת שמרים‎) и в еврейской диаспоре. Бабку готовят из дрожжевого теста, которое раскатывают и намазывают начинкой, такой как шоколад, корица, фрукты или сыр, а затем сворачивают и заплетают перед выпеканием.

## История
Бабка возникла в еврейских общинах Центральной Европы в начале XIX века. Лишнее тесто для халы скручивали с фруктовым вареньем или корицей и выпекали как буханку хлеба вместе с халой. Шоколад поначалу не использовался, поскольку он не был общедоступным; шоколадная бабка, вероятно, была американским изобретением середины XX века. Название (хотя не обязательно само блюдо) может быть связано с типом пасхальной выпечки, популярной в Польше и Украине, известной как бабка, родственное в идиш bubbe.
Несмотря на то, что польская и украинская бабки называются так же, как и еврейская, внешний вид и приготовление бабок кардинально отличаются. Восточноевропейская бабка получила свое название из-за высоких, крепких, рифленых боков, сформированных на традиционной сковороде, и напоминающих бабушкину юбку. Вариант бабки, появившийся у эмигрантов в Нью-Йорке, состоит из нитей сдобного дрожжевого теста, переплетенных и выпеченных в форме для хлеба.
О еврейской бабке почти не слышали за пределами польской еврейской общины вплоть до второй половины XX века. Пекарни европейского образца начали предлагать её в конце 1950-х годов в Израиле и США. Кроме шоколада, стали популярны разнообразные начинки, включая мак, миндальную пасту, творог и другие, а некоторые пекари начали посыпать её штрейзелем.
До 1970-х годов бабка была широко популярной ашкеназской еврейской выпечкой в Нью-Йорке. Самой известной коммерческой пекарней с ней является Green’s в Бруклине. Ашкеназская нью-йоркская бабка, как правило, имеет более плоскую и прямоугольную форму и отличается от израильской бабки. Хотя, вероятно, каждая еврейская пекарня того периода предлагала бабку, Green’s стал широко распространяться на кошерных рынках в этом районе и в других еврейских американских общинах до 2000-х годов, и популярность бабки продолжала расти в Соединенных Штатах.
В 2010-х годах Бабка в израильском стиле стала доступна в Нью-Йорке. Одним из примеров является популярная израильская пекарня из Тель-Авива, принадлежащая Гади Пелегу, Breads Bakery, она открыла филиал и начала продавать свою бабку по-израильски с традиционными начинками, такими как корица, а также нетрадиционными начинками, такими как Nutella, яблоко и чизкейк, а также несладкая версия с заатаром и сыром фета. За свою шоколадную бабку они получили несколько местных наград.

## Приготовление

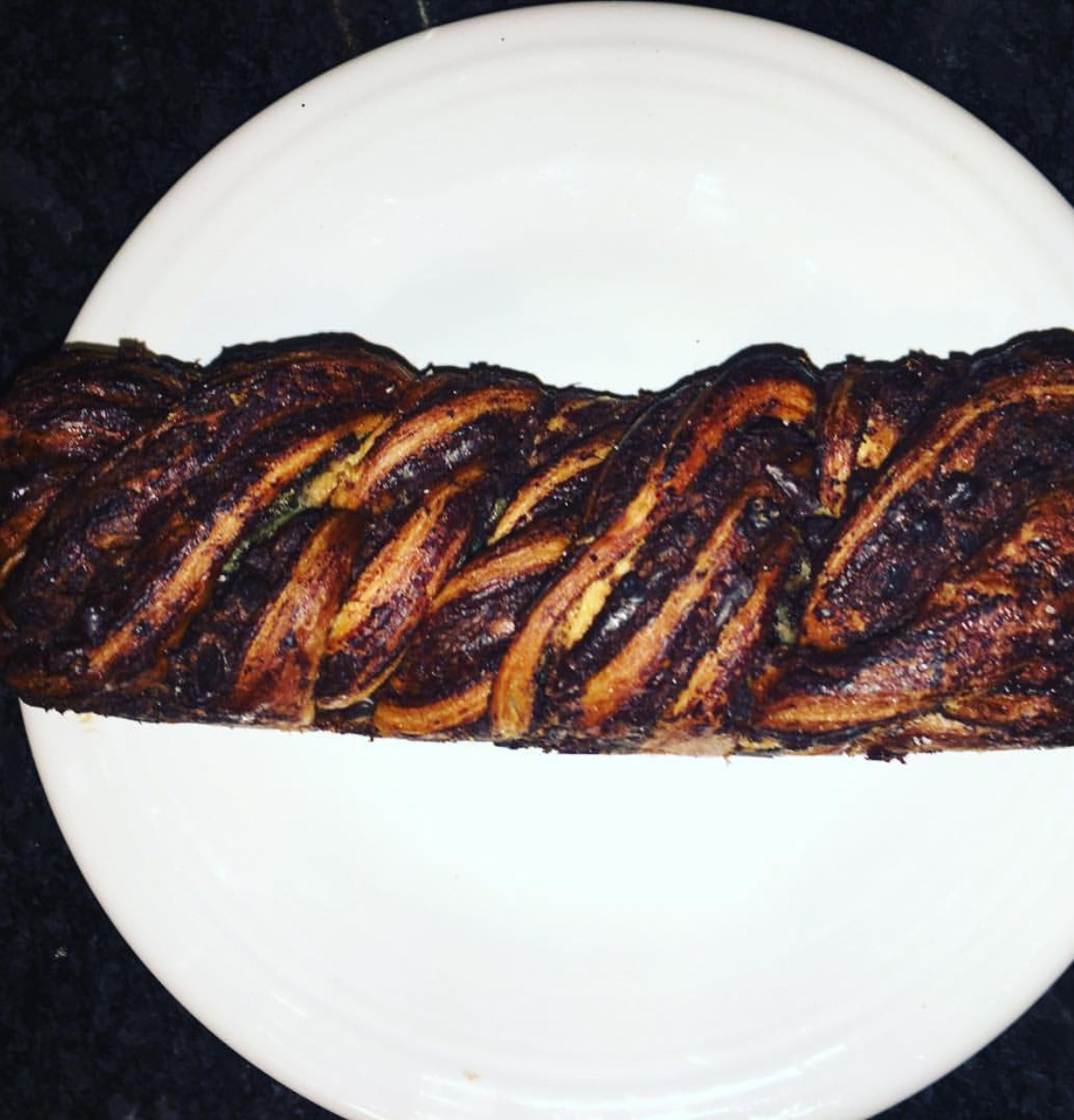
Шоколадная бабка

Бабка состоит из жирного или слоеного теста, подобного тому, которое используется для халы или круассанов. Его раскатывают и намазывают разнообразными сладкими начинками, такими как шоколад, сахар с корицей, яблоки, сладкий сыр, Nutella, маковая начинка или изюм; затем заплетают в открытый или закрытый жгут. Поливают сахарным сиропом, чтобы сохранить свежесть и сделать хлеб более влажным. Иногда бабку покрывают топпингом из штрейзеля.

## Израильский вариант
Бабка по-израильски (ивр. עוגת שמרים‎) готовится из слоёного теста, обогащённого маслом, которое затем несколько раз складывают и сворачивают, чтобы создать много разных слоёв, подобных тому, что используется для израильского ругелаха, а также теста для круассанов. Бабка в израильском стиле имеет много начинок и форм. Чаще всего из теста формируют форму хлеба, но иногда из него изготовляют отдельные бабки, бабки в форме пирога, сформированные в форме кольца, заплетают и выпекают в свободной форме, либо формируют отдельные закрутки, похожие на сырную косичку. Самыми популярными начинками являются шоколад, который обычно готовят из Hashachar Ha’ole (израильская шоколадная паста), mohn (начинка из сладкой маковой пасты) и сладкий сыр, который обычно производят из gvina levana (сливочный сыр). Иногда посыпают штрейзелем. Обычно это выпечка сладкая; однако несладкие варианты также популярны в Израиле, часто содержат лабне (греческий йогурт) и заатар . Бабку также часто выпекают в виде роз — отдельных булочек, напоминающих розу. Они также могут быть сделаны с закрытой косой, в отличие от более распространенного открытого жгута.